# Череп птиц
Череп птиц — часть скелета птиц. Отличается большой черепной коробкой, бесшовным соединением многих костей и клювом, который заменил у них челюсти с зубами. Челюстной аппарат птиц, их клюв и язык у разных видов очень отличаются формой и размером. Это одна из самых вариабельных систем органов птиц.
Способность верхней челюсти перемещаться вертикально относительно черепной коробки называется кинетичностью черепа. Если гибкая зона лежит у основания надклювья, то говорят о прокинетизме, а если она расположена на уровне носовых ям и верхняя челюсть обладает внутренней подвижностью — о ринхокинетизме. Дромеогнатический, или палеогнатический (у Paleognathae), тип черепа, при котором сочленение костного нёба и других костей черепа неподвижно, противопоставляют неогнатическому (у Neognathae), в который объединяют схизогнатический, десмогнатический и эгитогнатический типы.

## Описание
Череп птиц принадлежит к диапсидному типу, он имеет два височных окна (верхнее и боковое), нижнюю височную дугу, образованную скуловой и квадратноскуловой костями, верхняя височная дуга утрачена. Чтобы поместить крупный головной мозг, птицам потребовалась большая черепная коробка. Облегчению веса черепа способствовало приобретение клюва вместо челюсти с зубами и бесшовное соединение костей черепа у взрослых птиц. Исследования окостенения черепа птиц обычно относятся к черепу птенцов.
Череп птиц часто сравнивают с черепом пресмыкающихся, у большинства из которых он тоже принадлежит к диапсидному типу, но которым не требуется такая большая черепная коробка и лёгкий клюв (вместо него у рептилий тяжёлые челюсти с зубами). Подвижность надклювья относительно черепа связана с усовершенствованием челюстного аппарата по сравнению с рептилиями.
Среди всех систем органов птиц вариации челюстного аппарата вместе с размерами и формами клюва и языка являются одними из самых разнообразных.

## Строение

Череп молодого гуся (Anser)

Череп молодого гуся — вид сзади

### Мозговой череп
Затылочный отдел черепа состоит из верхней затылочной кости, двух боковых затылочных костей и основной затылочной кости, которые окружают затылочное отверстие. Основная затылочная кость формирует затылочный мыщелок, с которым связана высокая подвижность головы относительно шеи. Парные теменные, лобные и носовые кости формируют крышу черепа. В слуховой капсуле развита крупная предушная кость, в передней стенке мозговой капсулы — основная клиновидная кость внизу и пара боковых клиновидных костей вверху. Срединная обонятельная кость (лат. mesethmoideum) хорошо развита и формирует тонкую межглазничную перегородку. Перед глазницей расположена слёзная кость, а под ним — скуловая кость палочковидной формы, к которой сзади прирастает квадратно-скуловая кость такой же формы. Чешуйчатая кость у большинства птиц выходит на внутреннюю поверхность черепа и принимает участие в формировании его стенки. Обширный задний отдел парасфеноида — основная височная кость (лат. basitemporale) — прикрывает снизу основную клиновидную кость, а передний отдел парасфеноида — рострум (лат. rostrum parasphenoidale) — межглазничную перегородку. Сошник у птиц непарный, он прирастает к нёбным костям и расположен ниже носовых капсул.

### Висцеральный череп
Основанием для верхней челюсти служат крыша черепа и срединная обонятельная кость. Первичная верхняя челюсть состоит из трёх костей. По сравнению с рептилиями, у птиц отсутствуют поперечная кость и эпиптеригоид, рудимент которого сохранился у некоторых видов. К покровной нёбной кости сзади присоединена крыловидная кость, сочленённая челюстным суставом с квадратной костью, которая может выполнять качательные движения вперёд и назад. Она также соединена с чешуйчатой и переднеушной костями черепной коробки и может быть соединена с боковой затылочной. Вторичная верхняя челюсть состоит из преднечелюстной, верхнечелюстной и носовой костей, с доминирующими размерами первой из них. Костное нёбо у птиц образовано соединением нёбных отростков межчелюстных и верхнечелюстных костей, сошником, нёбными и крыловидными костями. Крыловидная кость участвует в базиптеригоидном сочленении у древненёбных птиц и подвижном нёбно-крыловидном суставе у неонёбных.
Базиптеригоидные сочленения — скользящие сочленения с боковой поверхностью крыловидной кости, образованные выростами на боковых сторонах клиновидной кости (базиптеригоидными отростками). Они присутствуют в частности у страусоподобных птиц, тинаму, некоторых трубконосых, гусеобразных, сов. У некоторых видов, в частности пингвинов, чаек, чистиковых, они образуются на стадии эмбриона и исчезают по мере взросления птиц.
У основания верхней части надклювья нёбная кость и передний фрагмент крыловидной кости (гемиптеригоид) могут истончаться и образовывать соединительную перемычку (синдесмоз) или сустав. Нёбно-крыловидный сустав позволяет крыловидной кости поворачиваться в горизонтальной плоскости, а рамке костного нёба и скуловой луги — деформироваться. Сустав скользит вдоль клювовидного отростка парасфеноида и позволяет широкий размах движений нёба и надклювья, чему также способствует утрата большинством птиц ограничивающего базиптеригоидного сочленения.
Задний край ноздри образован верхнечелюстным и межчелюстным отростками носовой кости. У птиц различают округлые и щелевидные ноздри. Округлые ноздри (голоринальный тип) образованы неглубоко разделёнными отростками, которые сходятся под широким закруглённым углом перед линией соприкосновения лобной и межчелюстной костей. Щелевидные ноздри (схизоринальный тип) образованы глубоко расщеплёнными отростками, которые сходятся под острым углом и могут заходить за линию соприкосновения лобной и межчелюстной костей. Такое деление предложил английский зоолог Алфред Генри Гаррод в 1873 году. Округлые ноздри характерны для пингвинов, гагар, трубконосых, куриных, веслоногих, пастушковых, дроф, кукушек, ракшеобразных, дятлообразных, воробьиных, а щелевидные — для ибисов, журавлей, большинства куликов, чаек, чистиковых, голубей, рябков и некоторых других птиц.
Нижняя челюсть птиц (подклювье) включает задний отдел, который состоит из замещающей сочленовной кости, угловой, надугловой и предсочленовной костей, и передний отдел, состоящий из покровных костей, зубной и пластинчатой кости. По сравнению с рептилиями, у птиц отсутствует венечная кость. Ветви нижней челюсти некоторых птиц могут выгибаться наружу, так как разделены на две части гибким участком. Из-за этого глотка может раскрываться значительно сильнее, что позволяет заглатывать крупную добычу. Такое строение называется стрептогнатизмом и присутствует в частности у трубконосых, веслоногих, чаек.
В среднем ухе у птиц расположено стремя — звукопередающая косточка. Подвижную основу скелета стреловидного языка обеспечивают рожки, сформированные из остатков висцеральных дуг и первой жаберной дуги.

## Кинетичность черепа

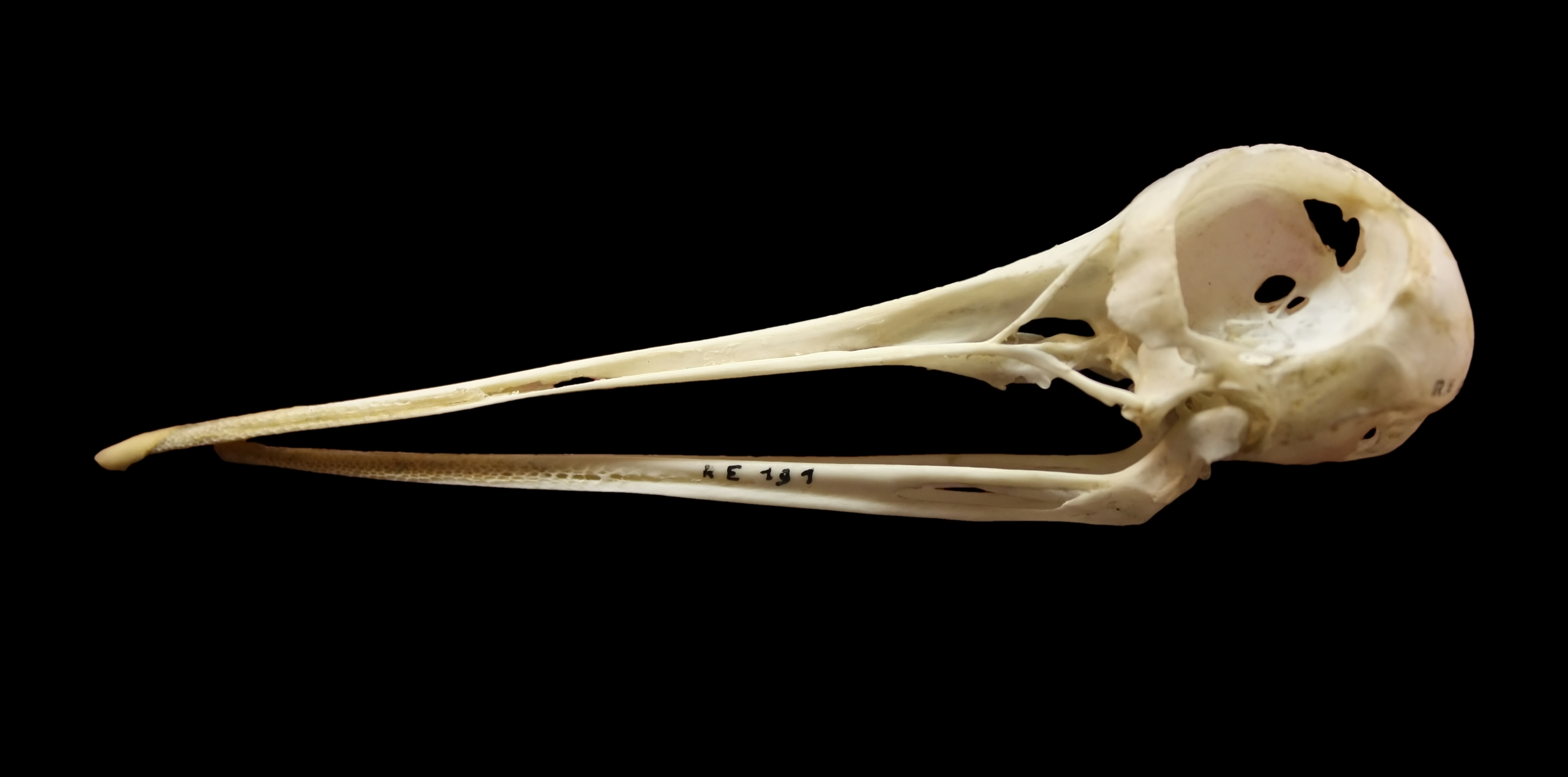
Череп вальдшнепа

Кинетичность, или кинетизм, черепа — это способность верхней челюсти перемещаться вертикально относительно черепной коробки. Впервые этот термин предложил датский зоолог Ян Верслюис в 1910 году в отношении стегоцефалов и завроспид, позднее его распространили на рыб и птиц. Однако у птиц некоторые варианты кинетичности невозможны. Если гибкая зона лежит у основания надклювья, то говорят о прокинетизме, а если она расположена на уровне носовых ям и верхняя челюсть обладает внутренней подвижностью — о ринхокинетизме.
В первом случае движения надклювья и квадратной кости синхронизированы, так как нижняя часть основания надклювья соединена с квадратной костью и скуловой дугой. Гибкая зона образована носовыми костями на основании верхней челюсти. Между мезглазничной и носовой перегородками в этом месте находится черепнолицевая щель. Прокинетизм характерен для большинства птиц, при нём верхняя челюсть прочнее, ноздри как правило округлые.
Во втором, надклювье носит стебельчатый характер, так как основание верхней челюсти как правило прорезано щелевидной ноздрёй. Гибкая зона захватывает предчелюстную кость и предчелюстные отростки носовых костей. Ринхокинетизм является более примитивной формой, им обладают ржанкообразные, ибисовые и журавлеобразные, а также голубеобразные, тинаму и бескилевые. У вальдшнепа гибкая зона располагается в конечной трети надклювья, чтобы схватывать червей он может раскрывать только кончик клюва, полностью вонзённого в землю.
Кинетичность черепа помогает амортизировать рабочие усилия клюва в случае ошибок. Жёсткость верхней челюсти достигается за счёт напряжения челюстных мышц, которые вызывают кратковременные нагрузки на череп. Кроме того, кинетичностью обусловлено разнообразие производимым клювом движений, а также величина усилия на конце клюва.

## Типы черепа
В 1867 году английский зоолог Томас Генри Гексли в работе «О классификации птиц и о таксономическом значении изменений в строении костного нёба в этом классе» (On the classification of birds, and on the taxonomic value of the modification of certain of the cranial bones observable in that Class) на основе особенностей строения и взаимоотношения различных частей черепа летающих птиц определил четыре классических типа костного нёба: дромеогнатический, схизогнатический, десмогнатический, эгитогнатический. Дромеогнатический, или палеогнатический (у Paleognathae), тип черепа противопоставляют неогнатическому (у Neognathae), в который иногда объединяют все другие типы. Такое деление предложил английский зоолог Уильям Плейн Пайкрафт в 1900 году, который отнёс к группе с палеогнатическим черепом бескилевых птиц. Дальнейшее определение типов вызвало оживлённую дискуссию среди учёных.

### Дромеогнатический тип
Самый примитивный тип черепа, при котором сочленение костного нёба и других костей черепа неподвижно. У такого черепа нёбные и крыловидные кости соединены неподвижно, базиптеригоидные сочленения хорошо развиты (обычно отсутствуют у других взрослых птиц), сошник крупный, его передний конец сливается с нёбными отростками костей верхней челюсти, а задний конец расщеплён и соединяется расходящимися концами с нёбными и крыловидными костями.
Длина костного нёба в дромеогнатическом черепе неизменна, продольные перемещения сильно ограничены. Неподвижное соединение не позволяет манипулировать с кормом, оно способно только для амортизации толчков и простых хватательных движений. Дромеогнатический тип является первым этапом эволюции кинетизма черепа у птиц. У современных птиц он характерен для страусоподобных (бескилевых) птиц и тинаму.

### Схизогнатический тип
Схизогнатический тип черепа является более древним, чем другие неонёбные, которые скорее всего возникли путём его перестройки. При этом типе отсутствует соединение нёбных отросков правой и левой верхнечелюстных костей, между ними расположена длинная щель. Сочленение нёбных и крыловидных костей подвижное, они примыкают к клювовидному отростку, отсутствует соединение сошника, заострённого спереди, с нёбными отростками верхнечелюстных костей.
Схизогнатический тип характерен для пингвинов, гагар, трубконосых, куриных, большинства журавлеобразных, ржанкообразных, трогонов, большинства сов, козодоевых, колибри, настоящих дятлов.

### Десмогнатический тип
При этом типе происходит слияние нёбных отростков правой и левой верхнечелюстных костей по средней линии, из-за чего надклювье становится более прочным и имеет трубчатую конструкцию. Сошник редуцирован либо очень узкий, иногда соединяющийся задним концом с нёбными костями и клювовидным отростком, а передним — со слившимися нёбными отростками.
Десмогнатический тип характерен для веслоногих, голенастых, гусеобразных, дневных хищников, некоторых козодоев, ракшеобразных, якамаров, пуховок и туканов из дятлообразных.

### Эгитогнатический тип
При этом типе нёбные отростки верхнечелюстных костей тонкие и удлинённые, они подходят под сошник, но не соприкасаются ни с ним, ни друг с другом, у широкого сошника свободный передний конец иногда раздвоён, а задний глубоко расщеплён и охватывает клювовидный отросток. Функционально это схизогнатия.
Эгитогнатический тип характерен для трехпёрсток, стрижей, бородаток и медоуказчиков из дятлообразных, почти у всех воробьиных.

## Морфология черепа и систематика
Гексли в 1867 году применил разделение на типы костного нёба для определения четырёх подотрядов обширной группы Carinatae. В современной систематике этот таксономический уровень соответствует надотряду. Гексли не рассматривал родственные отношения между таксонами одной группы, но отметил низкое положение тинаму (Tinamidae). Образование костного нёба птиц рассмотрел Пайкрафт в 1900 году, который пытался выяснить пути филогенеза. Он обнаружил сходство строения мускулатуры, покровов и репродуктивной системы у птиц с дромеогнатическим нёбом — страусов, бескрылов, моа, эпиорнисов и тинаму — и объединил их в надотряд Palaeognathae, сгруппировав остальных в Neognathae. Формулировки Пайкрафта были основаны на типе соединения между palatina и pterigoidea (шовное против шаровидного), а не на подвижности сустава, что привело к многочисленным дискуссиям в этом вопросе.
В 1948 году МакДауэлл (McDowell) рассмотрел костное нёбо птиц как комбинацию многих мелких признаков. В его работе содержится четыре варианта нёба палеогнат и указание на наличие у неогнат сочленений, отличных от шаровидного. МакДауэлл критиковал концепцию Пайкрафта и заключил, что выделение палеогнатического и неогнатического типа необоснованно. Точка зрения МакДауэлла до сих пор поддерживается многими орнитологами.
Опровержение концепции Макдауэлла предоставил Хофер (Hofer) в 1955 году, развивая направление биомеханики, основанное Фершлейсом (Versluys) в 1910 году и продолженное Маринелли (Marinelli) в 1928 и 1936 годы и рядом других учёных. Они рассматривали костное нёбо как часть костно-мышечного механизма, нёбно-крыловидный сустав в котором выполняет функцию передаточного звена, от которого зависит размах, частота и сила движений верхней челюсти. Хофер подтвердил концепцию Пайкрафта в целом и значительно укрепил в частностях, но его исследования долгое время не были интерпретированы систематиками.
В 1970 году Юдин, наблюдая за живыми птицами в зоопарках, обнаружил различную технику захвата и заглатывания пищи у палеогнат и неогнат. Страусоподобные птицы после захвата пищи делают резкое движение шеей назад, сообщая пище ускорение вглубь пасти, а потом движение вперёд, устремляя голову навстречу заглатываемому объекту. При этом надклювье и нёбо внешне остаются неподвижными, однако небольшой сдвиг создаёт напряжённость в конструкции максиллярного сегмента. Неогнаты совершают движения головой чтобы поставить пищу в контакт с подвижным нёбом и языком, после чего они втягивают кусок вглубь пасти, совершая синхронные движения надклювья, нёба, языка, и, возможно, верхней гортани.
На более низких таксономических уровнях, в пределах отрядов, семейств и родов, исследования костного нёба и кинетичности черепа также дают богатый материал об эволюции птиц.
Существовала также точка зрения, что деление на палеогнаты и неогнаты связано с уровнем совершенствования, то есть палеогнаты сохраняют более низкий уровень развития, а неогнаты — продвинутое состояние, которое развивалось независимо. При этом ни те, ни другие, не могут считаться монофилитическими таксонами, а палеогнаты и негнаты представляют собой грады (уровни развития), а не клады.

## Номенклатура
| Русское название                                                              | Латынь                                         | Примечание   | Примечание     |
| ----------------------------------------------------------------------------- | ---------------------------------------------- | ------------ | -------------- |
| Мозговой череп (neurocranium)                                                 |                                                |              |                |
| Затылочный отдел                                                              |                                                |              |                |
| Верхняя затылочная кость                                                      | supraoccipitale                                | ПЗП. стр. 74 | ОСЖКП. стр. 42 |
| Боковая затылочная кость                                                      | exoccipitale                                   | ПЗП. стр. 74 | ОСЖКП. стр. 42 |
| → затылочный мыщелок                                                          | condylus occipitalis                           | ПЗП. стр. 74 | ОСЖКП. стр. 42 |
| → затылочное, или барабанное, крыло                                           | ala tympanica                                  | ПЗП. стр. 74 | ОСЖКП. стр. 42 |
| Основная затылочная кость                                                     | basioccipitale                                 | ПЗП. стр. 74 | ОСЖКП. стр. 42 |
| Переднеушная кость                                                            | prooticum                                      | ПЗП. стр. 75 | ОСЖКП. стр. 42 |
| → овальное окно                                                               | fenestra ovalis                                | ПЗП. стр. 75 | ОСЖКП. стр. 42 |
| Заднеушная кость                                                              | opisthoticum                                   | ПЗП. стр. 75 | ОСЖКП. стр. 42 |
| → круглое окно                                                                | fenestra rotunda                               | ПЗП. стр. 75 | ОСЖКП. стр. 42 |
| Верхнеушная кость                                                             | epioticum                                      |              | ОСЖКП. стр. 42 |
| Клиновидный отдел                                                             |                                                |              |                |
| Основная клиновидная кость                                                    | basisphenoideum                                | ПЗП. стр. 75 | ОСЖКП. стр. 42 |
| → базиптеригоидный отросток                                                   | processus basipterygoideus                     | ПЗП. стр. 75 | ОСЖКП. стр. 42 |
| Боковая клиновидная кость                                                     | laterosphenoideum, также pleurosphenoideum     | ПЗП. стр. 75 | ОСЖКП. стр. 42 |
| → заглазничный отросток                                                       | processus postorbitalis                        | ПЗП. стр. 75 | ОСЖКП. стр. 42 |
| Обонятельный отдел                                                            |                                                |              |                |
| Срединная обонятельная кость, или обонятельная кость                          | mesethomoideum                                 | ПЗП. стр. 75 | ОСЖКП. стр. 44 |
| → межглазничная перегородка                                                   | septum interorbitale                           | ПЗП. стр. 75 | ОСЖКП. стр. 44 |
| → черепно-лицевая щель                                                        | fissura craniofacialis                         |              | ОСЖКП. стр. 44 |
| Покровный череп (dermatocranium), также висцеральный череп (splanchnocranium) |                                                |              |                |
| Теменная кость                                                                | parietale                                      | ПЗП. стр. 76 | ОСЖКП. стр. 44 |
| → височные гребни                                                             | linea temporalis                               |              | ОСЖКП. стр. 44 |
| Лобная кость                                                                  | frontale                                       | ПЗП. стр. 77 | ОСЖКП. стр. 44 |
| Носовая кость                                                                 | nasale                                         | ПЗП. стр. 77 | ОСЖКП. стр. 45 |
| → лобный отросток                                                             | processus frontalis                            |              | ОСЖКП. стр. 45 |
| → межчелюстной отросток                                                       | processus praemaxillaris                       |              | ОСЖКП. стр. 45 |
| → челюстной отросток                                                          | processus maxillaris                           |              | ОСЖКП. стр. 45 |
| Чешуйчатая кость                                                              | squamosum                                      | ПЗП. стр. 77 | ОСЖКП. стр. 46 |
| → скуловой отросток                                                           | processus zygomaticus                          | ПЗП. стр. 77 |                |
| → заднеглазничный отросток                                                    | processus orbitalis posterior, или sphenoticus |              | ОСЖКП. стр. 46 |
| → височный отросток                                                           | processus temporalis                           |              | ОСЖКП. стр. 46 |
| Предлобная кость, или слёзная кость                                           | praefrontale                                   | ПЗП. стр. 77 | ОСЖКП. стр. 46 |
| → надглазничный отросток                                                      | processus supraorbitalis                       |              | ОСЖКП. стр. 46 |
| → предглазничный отросток                                                     | processus orbitalis anterior                   |              | ОСЖКП. стр. 46 |
| Скуловая кость                                                                | jugale                                         | ПЗП. стр. 78 |                |
| Квадратно-скуловая кость                                                      | quadratojugale                                 | ПЗП. стр. 78 | ОСЖКП. стр. 48 |
| Сошник                                                                        | vomer                                          | ПЗП. стр. 79 | ОСЖКП. стр. 44 |
| Верхняя челюсть (надклювье)                                                   |                                                |              |                |
| Вторичная верхняя челюсть                                                     |                                                |              |                |
| Предчелюстная, или межчелюстная, кость                                        | praemaxillare                                  | ПЗП. стр. 80 | ОСЖКП. стр. 47 |
| → лобный отросток                                                             | processus frontalis                            |              | ОСЖКП. стр. 48 |
| → нёбный отросток                                                             | processus palatinus                            | ПЗП. стр. 81 | ОСЖКП. стр. 48 |
| → челюстной отросток                                                          | processus maxillaris                           |              | ОСЖКП. стр. 48 |
| Верхнечелюстная, или челюстная, кость                                         | maxillare                                      | ПЗП. стр. 81 | ОСЖКП. стр. 48 |
| → нёбный отросток                                                             | processus palatinus, или maxillo-palatinum     | ПЗП. стр. 81 | ОСЖКП. стр. 48 |
| → скуловой отросток                                                           | processus zygomaticus                          |              | ОСЖКП. стр. 48 |
| Вторичная верхняя челюсть                                                     |                                                |              |                |
| Нёбная кость                                                                  | palatinum                                      | ПЗП. стр. 82 | ОСЖКП. стр. 44 |
| → каудолатеральная пластинка                                                  | lamina caudolateralis                          | ПЗП. стр. 82 |                |
| Крыловидная кость                                                             | pterygoideum                                   | ПЗП. стр. 82 | ОСЖКП. стр. 42 |
| → гемиптериоид                                                                | hemipterygoideum                               | ПЗП. стр. 82 |                |
| Квадратная кость                                                              | quadratum                                      | ПЗП. стр. 82 | ОСЖКП. стр. 48 |
| → ушной отросток                                                              | processus oticus                               | ПЗП. стр. 82 | ОСЖКП. стр. 48 |
| → глазничный отросток                                                         | processus orbitalis                            | ПЗП. стр. 82 | ОСЖКП. стр. 48 |
| Нижняя челюсть (подклювье)                                                    |                                                |              |                |
| Сочленовная кость                                                             | articulare                                     | ПЗП. стр. 84 | ОСЖКП. стр. 53 |
| → внутренний отросток нижней челюсти                                          | processus internus mandibulae                  | ПЗП. стр. 84 | ОСЖКП. стр. 53 |
| → задний отросток нижней челюсти                                              | processus posterior mandibulae                 | ПЗП. стр. 84 | ОСЖКП. стр. 53 |
| Зубная кость                                                                  | dentale                                        | ПЗП. стр. 84 | ОСЖКП. стр. 53 |
| Подбородочная косточка                                                        | mento-mekkelianum                              |              | ОСЖКП. стр. 53 |
| Пластинчатая кость                                                            | spleniale                                      | ПЗП. стр. 84 | ОСЖКП. стр. 53 |
| Угловая кость                                                                 | angulare                                       | ПЗП. стр. 84 | ОСЖКП. стр. 53 |
| → заднеугловой отросток                                                       | processus angularis posterior                  |              | ОСЖКП. стр. 53 |
| Надугловая кость                                                              | supraangulare                                  | ПЗП. стр. 84 | ОСЖКП. стр. 53 |
| Предсочленовная, или покровная сочленовная, кость                             | praearticulare                                 | ПЗП. стр. 84 |                |
| Слуховой столбик, или стремечко                                               | columella auris, или stapes                    | ПЗП. стр. 84 |                |
| Подъязычный аппарат                                                           | apparatus hyobrahchialis                       | ПЗП. стр. 85 | ОСЖКП. стр. 54 |

Легенда:
- ПЗП — Гуртовой Н.Н., Дзержинский Ф.Я. Практическая зоотомия позвоночных. Птицы. Млекопитающие. — Москва: Высшая школа, 1992. — 414 с. — ISBN 5-06-002207-2.
- ОСЖКП — Шульпин Л.М. Орнитология (строение, жизнь и классификация птиц). — Ленинград: Издание Ленинградского государственного университета, 1940. — 555 с.